# بولتسیگ
بولتسیگ (به آلمانی: Bülzig) یک منطقهٔ مسکونی در آلمان است که در Zahna-Elster واقع شده‌است. بولتسیگ ۸۱۶ نفر جمعیت دارد.